# Потоки (Иванковский район)
Потоки (укр. Потоки) — село, входит в Иванковский район Киевской области Украины.
Население по переписи 2001 года составляло 109 человек. Почтовый индекс — 07214. Телефонный код — 4591. Занимает площадь 0,7 км². Код КОАТУУ — 3222085009.

## Местный совет
07214, Київська обл., Іванківський р-н, с. Старі Соколи